# معبد آساکوسا

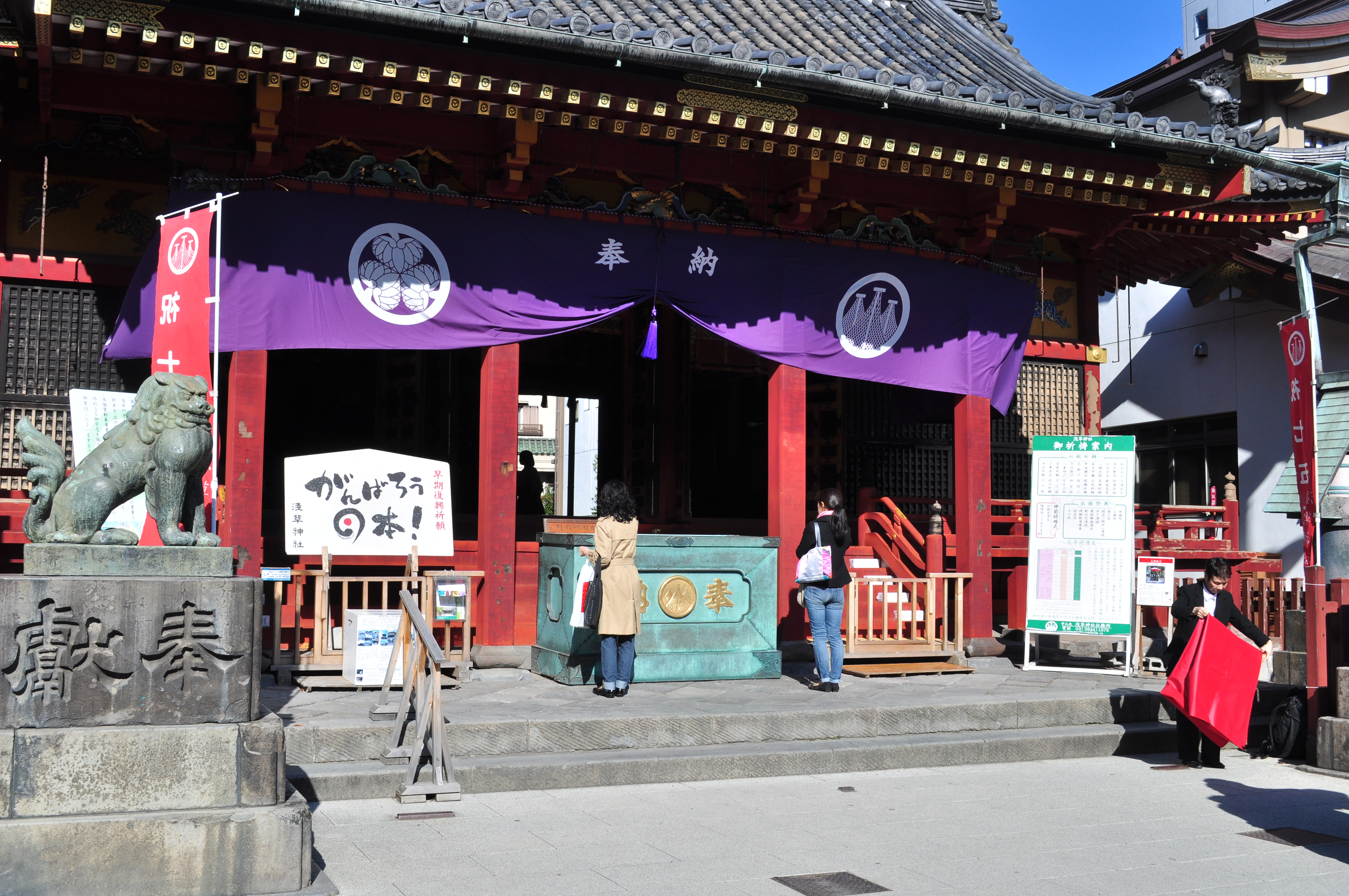
معبد آساکوسا در آساکوسا.

معبد آساکوسا (به ژاپنی: 浅草神社 Asakusa-jinja) یا معبد سانجا (معبد سه خدا) در آساکوسا در منطقهٔ تایتوی توکیو، پایتخت ژاپن است. این معبد در شرق معبد سنسوجی قرار دارد اما نسبتاً جدیدتر است و در سال ۱۶۴۹ میلادی در دوره ادو ساخته شده‌است. جشن سانجا که یکی از سه جشن بزرگ دین شینتو است، هر ساله در ماه می میلادی در این معبد برگزار می‌شود.

## رسیدن به ایستگاه آساکوسا
- متروی توکیو خط گینزا
- متروی توئی خط آساکوسا
- شرکت راه آهن توبو خط ایسه‌ساکی (伊勢崎線)

## نگارخانه

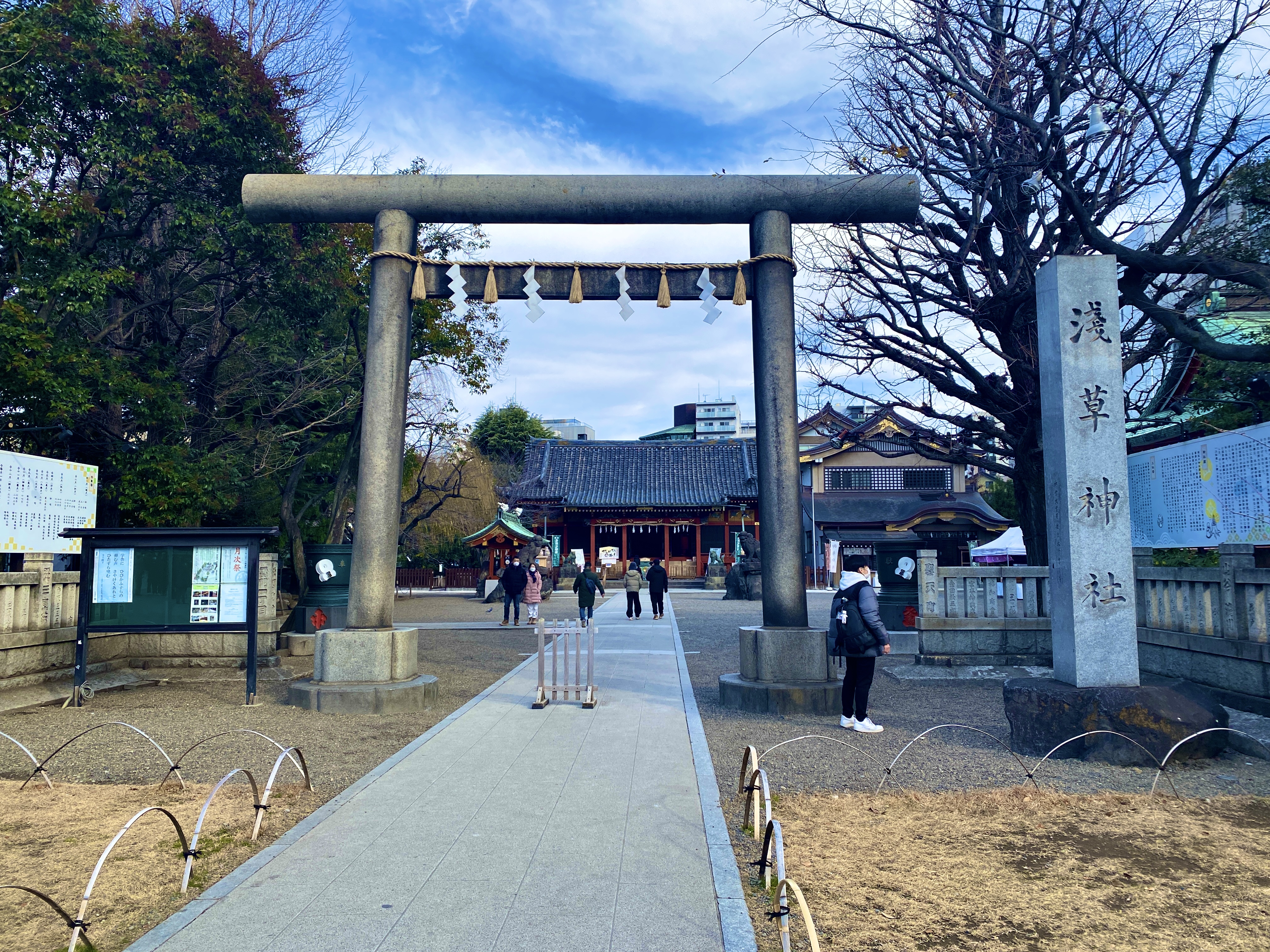
معبد آساکوسا
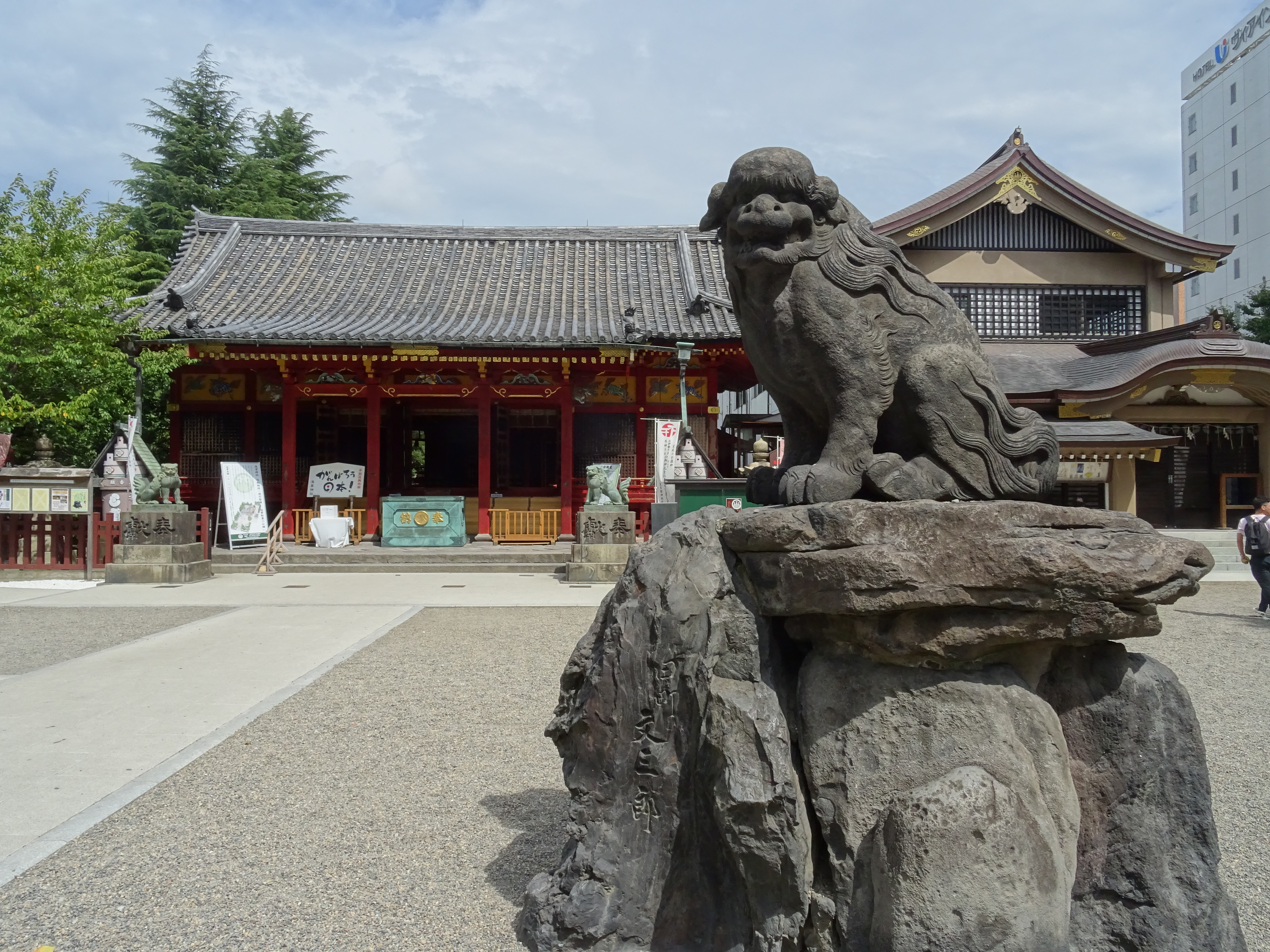
معبد آساکوسا